# Arioso
Na música clássica, arioso é um estilo de solo vocal de ópera ou oratório que ocupa lugar intermediário entre o recitativo e a ária. Literalmente significa "como uma ária". O termo surgiu no século XVI, juntamente com os estilos supramencionados e a monódia. Muitas vezes é confundido com o recitativo acompanhado.
O Arioso, por um lado, é semelhante ao recitativo devido à sua estrutura e inflexões irrestritas, próximas às da fala. Difere-se, entretanto, no seu ritmo. Por outro lado, se assemelha à ária em sua forma melódica, sendo ambos mais próximos do canto; entretanto diferem-se na forma de composição, já que o arioso, geralmente, não recorre ao processo de repetição.

## Exemplos de arioso
No começo do finale no primeiro ato da Flauta Mágica de Wolfgang Amadeus Mozart, o andante do Pregador (Sprecher)  "Sobald dich führt des Freundschaft Hand ins Heiligtum zum ew'gen Band" é um exemplo de arioso.
Na Paixão Segundo São Mateus de Johann Sebastian Bach, o texto cantado por Jesus durante a ceia: "Nehmet, esset; das ist mein Leib" é um arioso.